# Pois mangetout
Variété
Synonymes
Selon GRIN :
- Pisum macrocarpum (Ser.) Sturtev.
- Pisum saccharatum (Ser.) hort. ex Rchb.
- Pisum sativum L. var. saccharatum Ser.
- Pisum sativum L. var.-gr. axiphium Alef.

Le pois mangetout (également orthographié « pois mange-tout »), pois sans parchemin ou pois gourmand, est un groupe de cultivars de pois cultivé (Pisum sativum, famille des Fabaceae) dont les gousses immatures sont comestibles.
On consomme les gousses vertes entières, contenant les  graines en cours de développement et la cosse encore tendre et sans parchemin.
Il existe deux types de pois mangetout, qui se distinguent par leurs gousses toujours sans parchemin, mais fines et aplaties pour les uns, ou charnues et plus ou moins renflées, cylindriques, pour les autres. Les pois mangetouts charnus sont apparus récemment aux États-Unis sous le nom de snap peas, mais des cultivars charnus étaient déjà recensés par les frères Philippe et Henry Vilmorin vers 1900 dans Les plantes potagères. 

## Taxinomie
Les différents cultivars de pois mangetout sont classés dans le groupe Macrocarpon,, groupe de cultivars basé sur la variété Pisum sativum var. macrocarpum Ser. Cette variété botanique a été décrite en 1825 par Augustin-Pyramus de Candolle qui indique plusieurs noms vernaculaires, à savoir « pois-goulus, pois-sans-parchemin, pois-mange-tout ».
Le nom scientifique Pisum sativum var. saccharatum Ser. est souvent utilisé à tort pour désigner les pois mangetout. Cette variété a été décrite comme ayant des gousses subcoriaces et comprimées-cylindriques, et correspond au petit pois. La description est incompatible avec l'apparence des pois mangetout, c'est pourquoi les botanistes ont remplacé ce nom par Pisum sativum var. macrocarpum.

## Description

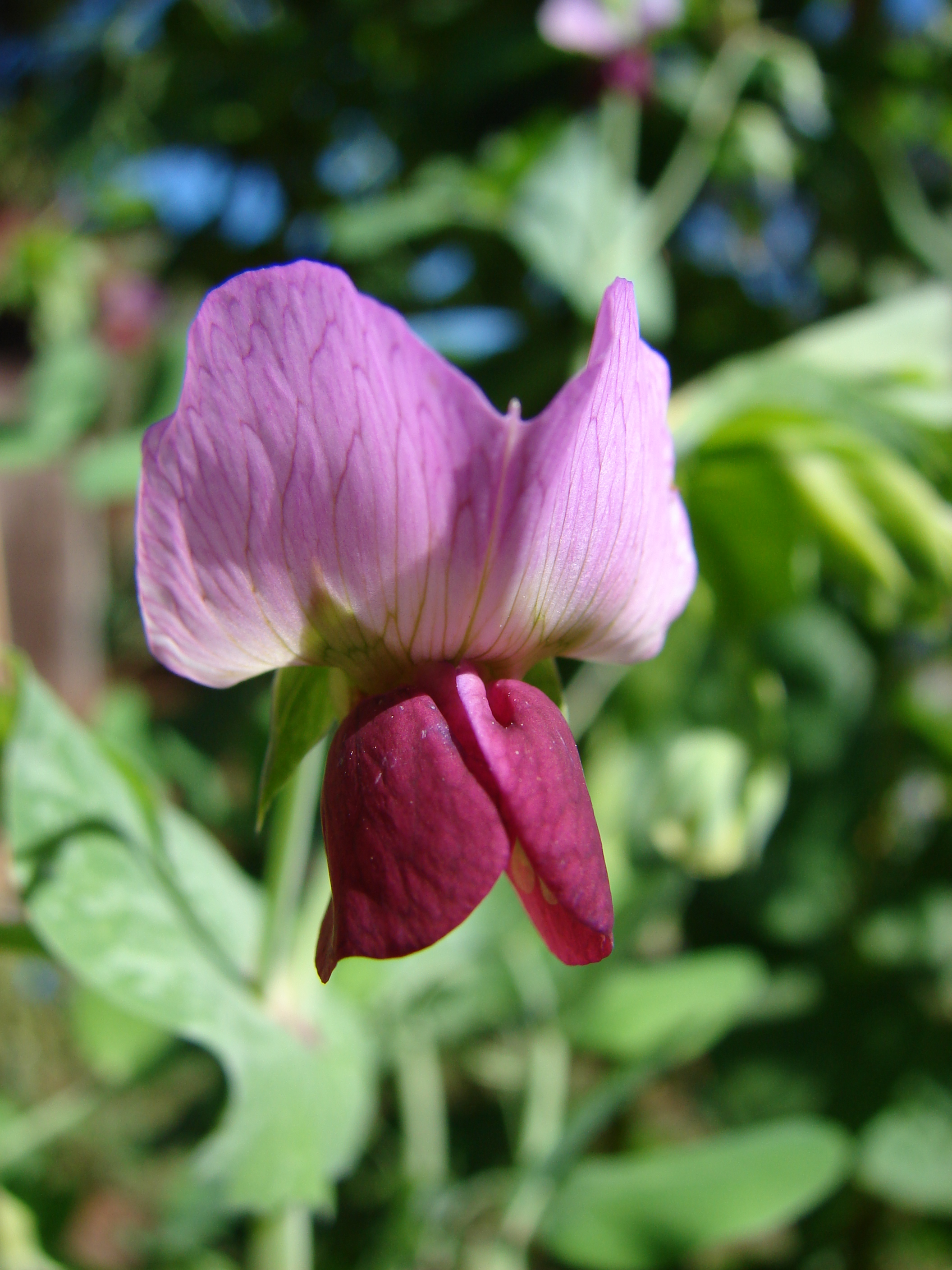
Fleur de pois mangetout (Makawao, Maui - Hawaï).

Le pois mangetout se distingue du pois à écosser (petit-pois) par le fait que la gousse est dépourvue de parchemin, ce qui la rend comestible. Il s'agit d'une couche de cellules formant une membrane mince qui double l'endocarpe, se sclérifie à maturité, devenant dure et tenace, et permettant ainsi la déhiscence de la gousse. En effet sa dessiccation entraîne une torsion en spirale de la gousse, la séparation des deux valves et la projection des graines à une certaine distance. Chez le pois mangetout charnu s'ajoute un deuxième caractère qui est l'épaississement du péricarpe donnant une gousse charnue dont les parois peuvent atteindre 5 mm ou plus. 
Il existe des variétés de pois mangetout naines, demi-naines ou à rames (grimpantes).
Les cultivars de pois mangetout ont des fleurs blanches ou violettes. La couleur violette de la fleur est généralement associée à l'amertume du grain lorsqu'il grossit, les gousses doivent de ce fait être impérativement consommées jeunes. 

### Génétique
Au moins deux gènes récessifs, v et p, contribuent à la formation d'une couche lignifiée sur la face intérieure de la gousse à maturité. 
Le gène p est responsable de la réduction de la membrane  sclérenchymateuse sur la paroi interne de la gousse, tandis que le gène v réduit l'épaisseur de la paroi de la gousse. Un gène n est responsable de l'épaississement des parois de la gousse chez les pois mangetout charnus.
La mutation de ces gènes, qui provoque le développement de gousses sans lignine, est d'une grande importance pour la sélection de cultivars à gousses comestibles. 
La mutation p semble avoir été étudiée par Mendel mais n'a pas été caractérisée au niveau moléculaire. 
Le contrôle génétique de la déhiscence des gousses est d'un grand intérêt, car une cosse indéhiscente est une exigence fondamentale pour les légumineuses cultivées.
L'indéhiscence de la gousse est toutefois un inconvénient pour les producteurs de semences, car le battage est rendu plus difficile. Il faut noter également que la gousse du pois mangetout « prend le fil » car aucun cultivar sans fil n'a pu être sélectionné (contrairement au cas du haricot vert).

## Histoire

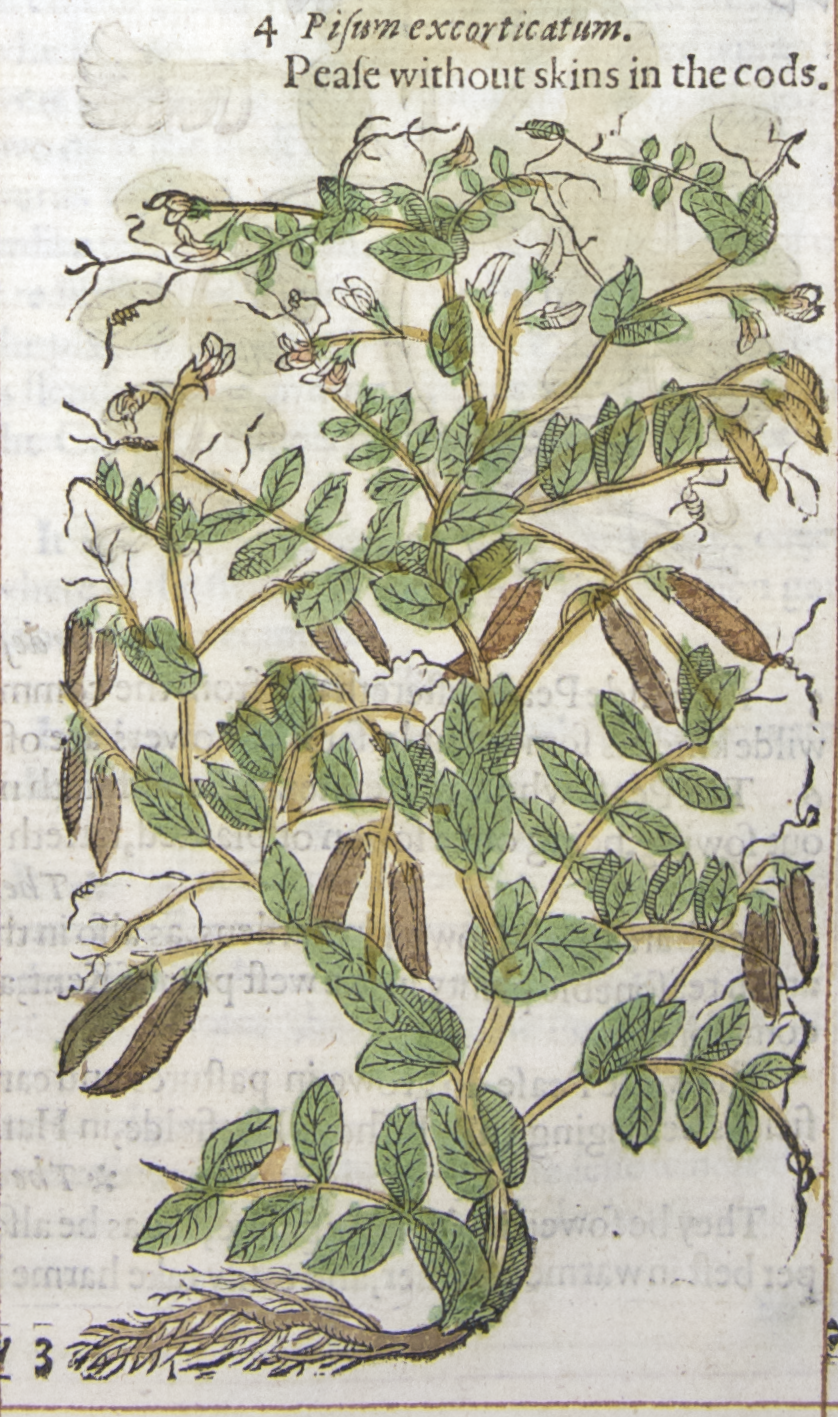
Pisum excorticatum - Pease without skins in the cods, John Gerard (1597).

Une des premières attestations de la culture de pois mangetout est une illustration figurant dans The Herball or Generall Historie of Plantes par John Gerard, publié à Londres en 1597 avec la légende « Pisum excorticatum - Pease without skins in the cods » (pois sans peaux dans les cosses).
Un pois mangetout charnu, appelé « pois-beurre », a été décrit dans la littérature française au XIXe siècle, mais cette variété a été perdue en culture au milieu du XXe siècle.
En France en 1911, le grainetier Victor Boret proposait dans son catalogue 16 variétés de pois mange-tout (et 84 de pois à écosser). L'offre s'est fortement réduite par la suite. En 2000, le catalogue Baumaux ne proposait plus que 3 variétés de mange-tout (et 20 de pois à écosser). 
En 1906, le grainetier Clément Denaiffe cite parmi les obtentions récentes les pois mangetout, le plus remarquable étant le Pois sans parchemin beurre hybride à très grande cosses, dont la « valeur comme pois potager est réellement incontestable ».

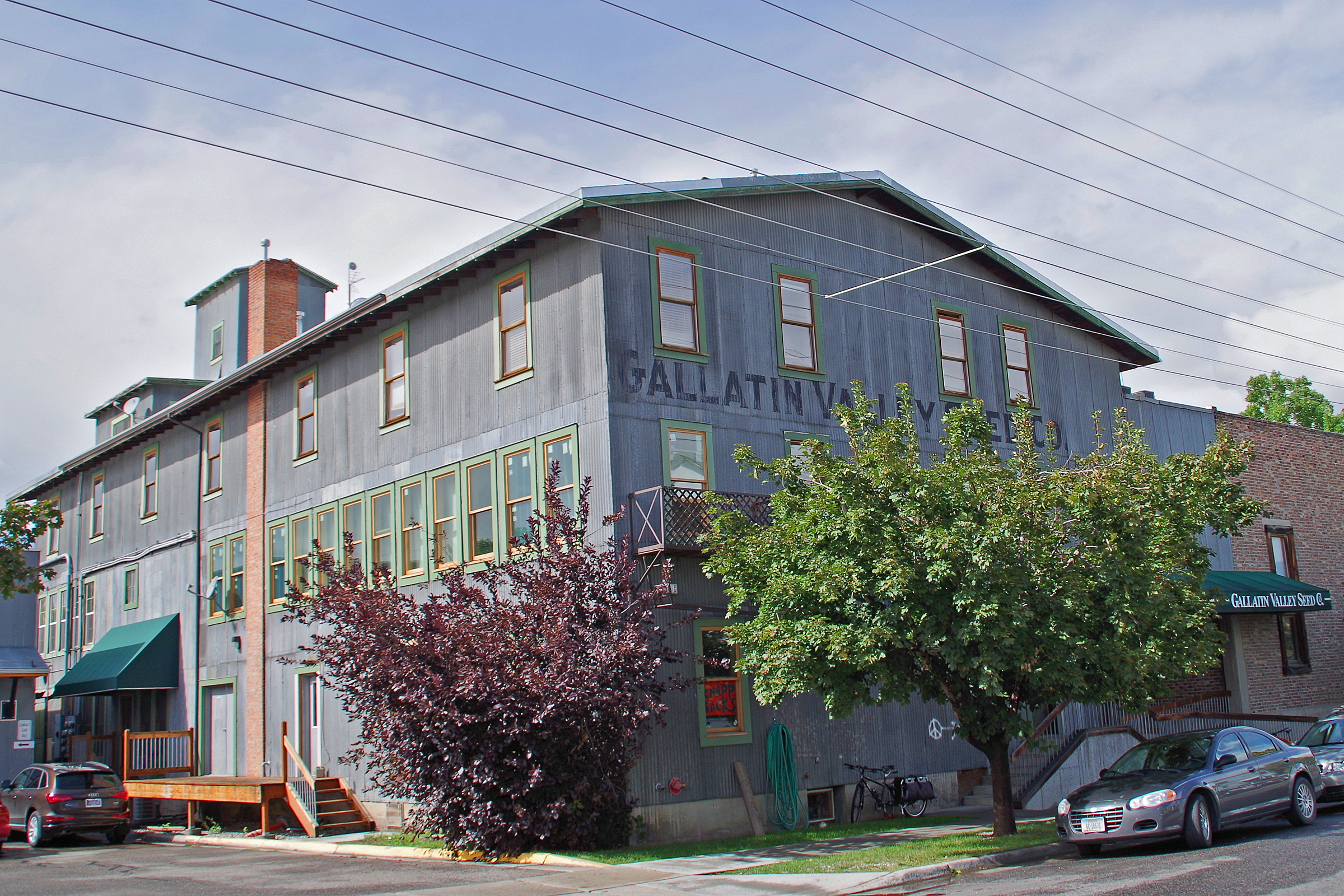
Ancienne usine de la Gallatin Valley Seed Company.

Les pois mangetouts charnus américains actuels proviennent d'un croisement réalisé par un obtenteur de la société Gallatin Valley Seed Co, Calvin Lamborn, entre un mutant de pois à écosser (petit pois) à péricarpe épais, découvert en 1952 par M.C. Parker, et un cultivar de pois mangetout non charnu. Les chercheurs de Twin Falls (Idaho) espéraient que ce croisement pourrait contrecarrer la torsion et le flambage de la gousse observés chez les variétés cultivées à l'époque. Avec ce croisement, le pois mangetout a été « recréé » et le premier nouveau mangetout charnu a été lancé en 1979 aux États-Unis sous le nom de 'Sugar Snap'. En 1979, Calvin Lamborn reçut pour cette variété la médaille d'or décernée par le Comité de l'All-America Selections (AAS).
Par la suite, il créa les variétés 'Sugar Ann', 'Sugar Bon', 'Sugar Mel' et 'Sugar Rae', variétés naines et plus résistantes aux maladies,,.
A noter toutefois que le pois 'Sans parchemin beurre hybride à très grande cosse', issu du croisement , 'Sans parchemin géant' × 'Sans parchemin beurre', réalisé vers 1900 par Clément Denaiffe, était beaucoup plus charnu que les cultivars américains (Snap pea) actuels.

## Cultivars

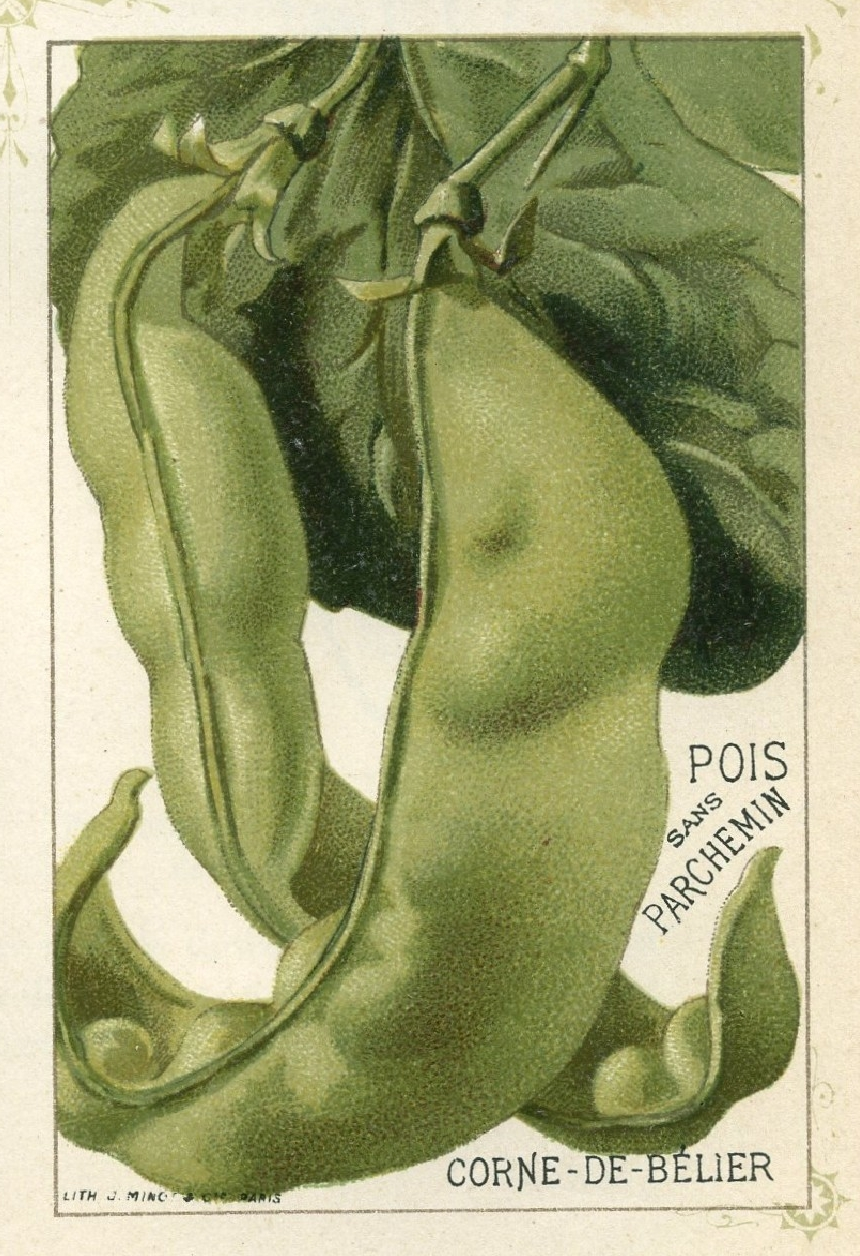
'Corne de bélier', variété française de pois mangetout (1818).

Exemples de variétés de pois mangetout commercialisées dans le monde.
| Variétés              | Année | Obtenteur                  | Origine    | Observations                                                                                                  |
| --------------------- | ----- | -------------------------- | ---------- | --- |
| 'Corne de bélier'     | 1818  | variété ancienne           | France     | à rames et à grain lisse ; gousse large enroulée ; mentionnée dans Les plantes potagères de Vilmorin-Andrieux |
| 'Carouby de Maussane' | 1903  | variété ancienne           | France     | demi-naine à grain lisse ; gousse large droite ; mentionnée dans Les plantes potagères de Vilmorin-Andrieux   |
| 'Friand'              | 1968  | Tézier frères              | France     | naine à grain lisse ; gousse large                                                                            |
| 'Bamby'               | 1982  | Gautier                    | France     | naine à grain lisse ; gousse large et très longue                                                             |
| 'Copernic'            | 1995  | Clause                     | France     | naine à grain ridé vert ; gousse charnue, épaisse (jusqu'à 8 mm)                                              |
| 'Géant suisse'        |       | variété ancienne           | Suisse     | à rames, à grain ridé vert ; gousse verte large et allongée (5 à 10 cm)                                       |
| 'Sugar Magnolia'      |       | Alan Kapuler (Peace Seeds) | États-Unis | à rames, à grain ridé vert ; gousse violette charnue, épaisse                                                 |
| 'Golden sweet'        |       | variété ancienne           | Inde       | à rames, gousse plate jaune-citron brillant                                                                   |
| 'Sugar Snap'          | 1979  | Calvin Lamborn             | États-Unis | à rames ; gousse charnue, épaisse ; a été récompensée par l'AAS en 1979                                       |

## Économie
Il est difficile d'évaluer la production mondiale de pois mangetout. Selon la FAO la production mondiale (2019) de pois frais (petits pois) s'élève à 21,8 millions de tonnes, (contre 14,2 Mt pour les pois secs). Les principaux pays producteurs de pois frais sont la Chine, 13,4 MT, et l'Inde, 5,6 Mt. Les pois mangetouts, inclus dans les pois frais, ne sont pas évalués séparément.
La plupart des pois mangetout produits dans le monde sont vendus sur les marchés locaux. Certains pays tropicaux en produisent de grandes quantités pour l'exportation vers les pays occidentaux (Amérique du Nord, Europe de l'Ouest) car ils bénéficient d'une main-d'œuvre moins chère, en particulier pour la récolte, et peuvent produire à contre-saison (primeurs).
Les pois mangetout destinés à l'exportation sont produits notamment au Pérou, au Guatemala, en Colombie, au Kenya et en Chine,,.
En France, le pois mangetout est vendu presque exclusivement en frais, et provient principalement d'Espagne et du Maroc.
Contrairement au petit pois qui est majoritairement cultivé pour la conserverie ou la surgélation, le pois mangetout a fait l'objet d'essais de mise en conserve sans lendemain, et sa culture est limitée au maraîchage local et aux jardins d'amateurs. Dans ce contexte, la sélection est peu active, faute de débouchés commerciaux importants.

## Culture

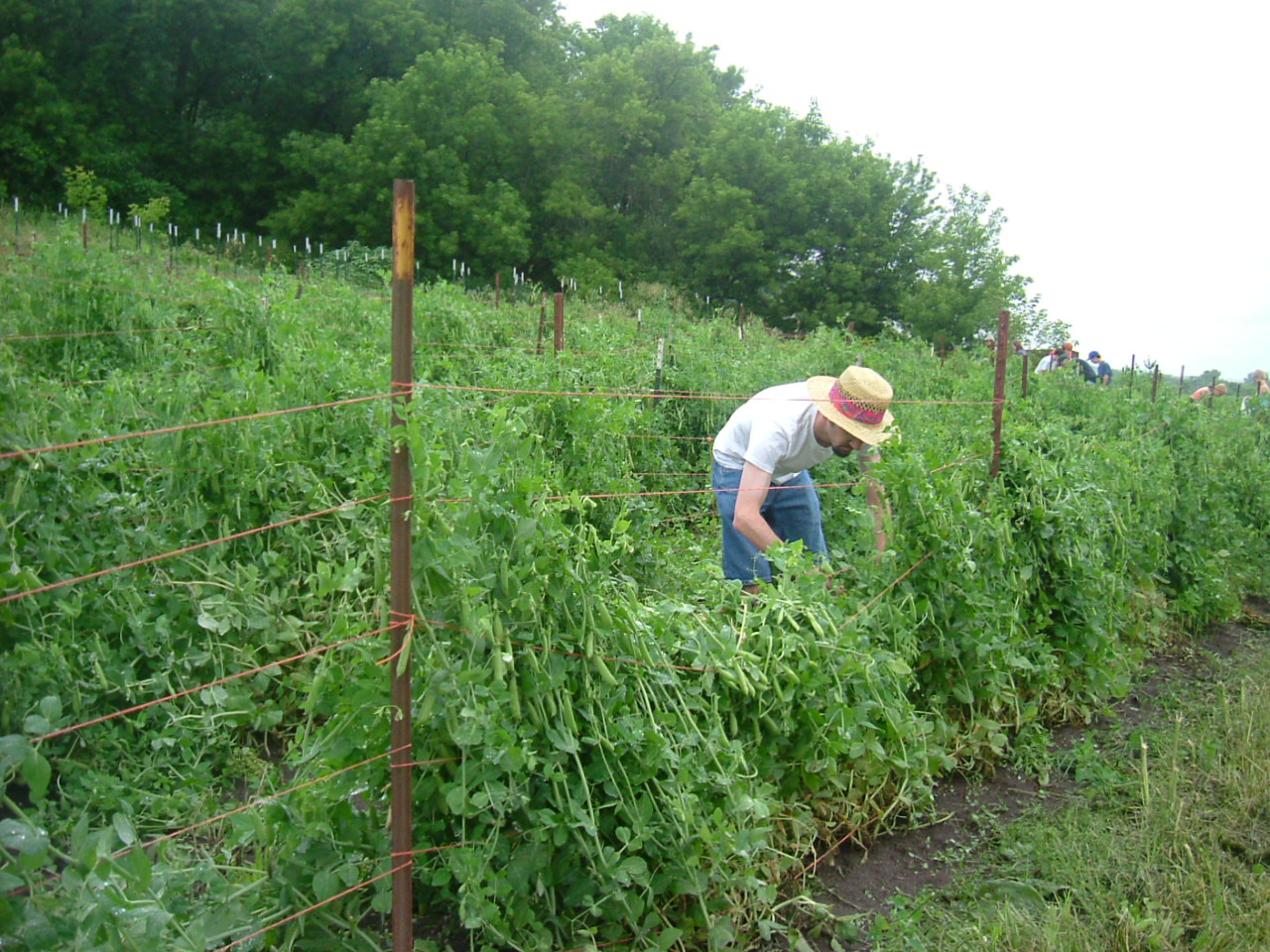
Récolte manuelle de pois mangetout charnu à Vermont Valley Farm (États-Unis)

Le pois mangetout se cultive dans les mêmes conditions que le petit pois. Dans les régions tempérées, on le sème en automne ou au début du printemps. Le pois a besoin d'un climat relativement frais, les températures moyennes doivent être comprises entre 7 et 24 °C.
On estime que dans des conditions tropicales, les cultivars de pois mangetout supportent mieux la chaleur que
ceux cultivés pour les graines.
Le pois mangetout se sème en lignes doubles écartées de 10 cm, en laissant 60 cm (30-80 cm) entre chaque double ligne. Les jeunes plantes de pois mangetout et de petit pois réagissent bien à une fumure de démarrage d'azote, même lorsqu'il y a formation de nodosités.
Le pois mangetout est normalement tuteuré. Les tiges ne sont pas volubiles, mais elles s'agrippent aux tuteurs par leurs vrilles.
L'une des principales maladies attaquant cette culture est l'oïdium provoqué par Erysiphe pisi. Un gène de résistance récessif est présent chez un cultivar de pois mangetout, 'Manoa Sugar', sélectionné à Hawaï.
Diverses maladies virales attaquent également cette culture, dont la mosaïque du pois transmis par graines (PSbMV), la jaunisse apicale du pois (BLRV), et la mosaïque énation du pois (PEMV). Des cultivars de pois mangetout, sélectionnés dans le sud de la France, sont relativement tolérants aux infestations graves par ces virus (par ex. 'Supermangetout', comparé au traditionnel 'Carouby de Maussane').

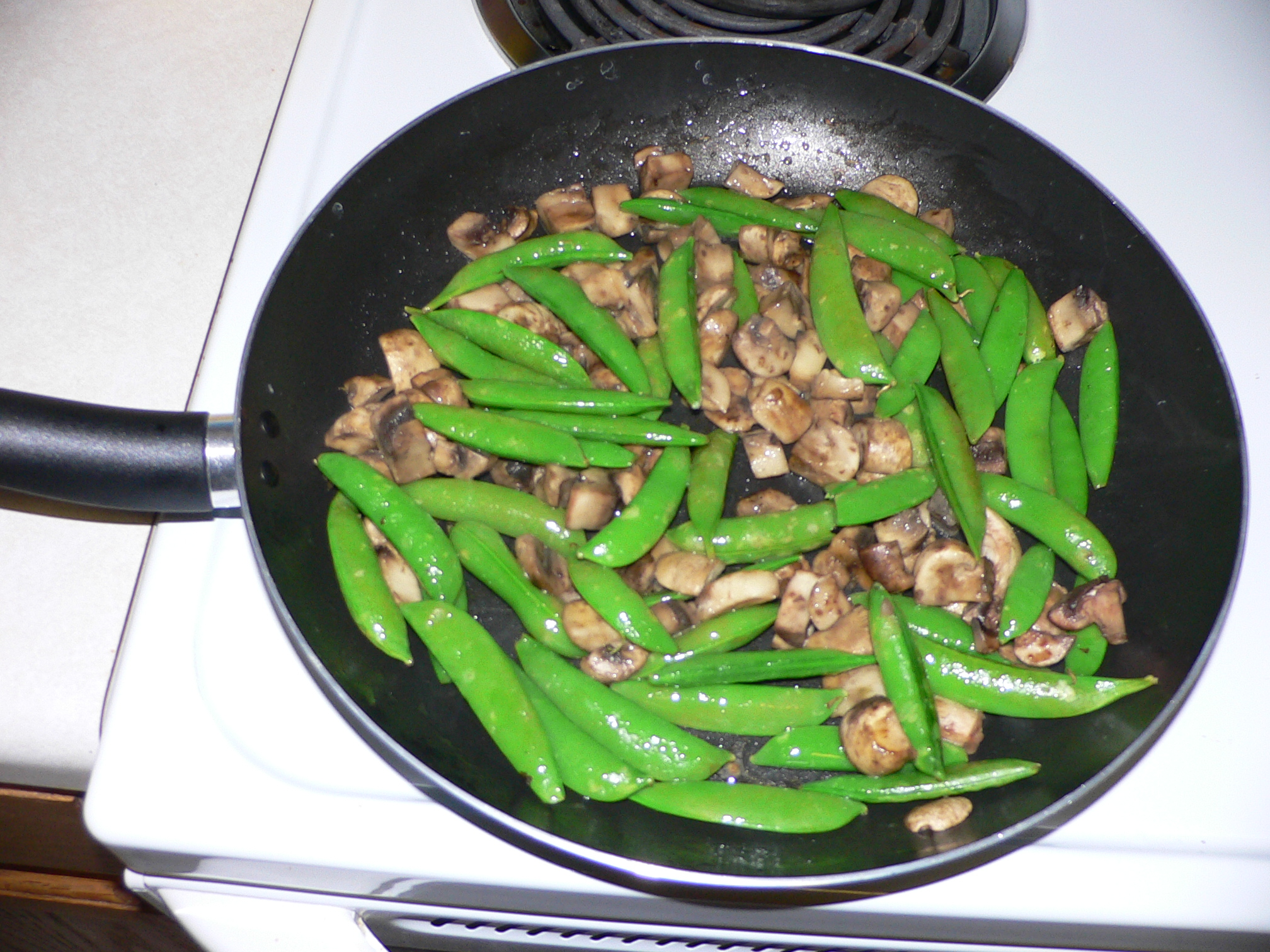
Préparation de poulet au marsala aux pois croquants.

Les pois mangetout, comme les petits pois, peuvent être récoltés 8 à 12 semaines après le semis. On les récolte au stade « grain fin », qui correspond à la meilleure qualité de la gousse. Les gousses de mangetout se ramassent à la main tous les deux jours pendant 15 à 20 jours.

## Utilisation
Les pois mangetout sont souvent servis en salade ou consommés entiers. Ils peuvent également être sautés ou cuits à la vapeur. Il peut être nécessaire d'« effiler » les gousses de pois mangetout mûres avant de les manger, ce qui signifie que le « fil » membraneux qui longe les bords de la gousse de la base à la pointe doit être enlevé.
Dans la cuisine chinoise, les tiges et les feuilles de la plante immature sont cuisinées comme légumes, sautées à l'ail et parfois combinées avec du crabe ou d'autres crustacés.